# Supermarine Sea King
Supermarine Sea King là một loại máy bay tiêm kích thủy bộ của Anh, do hãng Supermarine Aviation Works thiết kế chế tạo.

## Biến thể
Sea King I
Sea King II

## Tính năng kỹ chiến thuật (Sea King II)
Dữ liệu lấy từ Supermarine Aircraft since 1914
Đặc điểm tổng quát
- Kíp lái: 1
- Chiều dài: 26 ft 9 in (8,15 m)
- Sải cánh: 32 ft 0 in (8,75 m)
- Chiều cao: 11 ft 7 in (3,53 m)
- Trọng lượng rỗng: 2.115 lb (959 kg)
- Trọng lượng có tải: 2.850 lb (1.293 kg)
- Động cơ: 1 × Hispano-Suiza, 300 hp (224 kW)

 Hiệu suất bay 
- Vận tốc cực đại: 125 mph (201 km/h)
- Lên độ cao 10.000 ft (3.050 m): 12 phút
- Thời gian bay: 2 h

Trang bị vũ khí

- Súng: 1 × Súng máy Lewis 0.303 in (7,7 mm)